# Comodoro Rivadavia
Comodoro Rivadavia, chiamata comunemente Comodoro, è la città più popolosa della Provincia del Chubut e capoluogo del dipartimento di Escalante, in Argentina. Situata nella zona centro-orientale della Patagonia, si trova nel cuore dell'area idrocarburica del Golfo San Giorgio.
Comodoro Rivadavia è un importante centro urbano per il commercio, il trasporto regionale e le esportazioni. Attraverso il suo porto transitano petrolio, prodotti industriali e agricoli. Possiede un gasdotto, lungo 1.770 km, che trasporta il gas naturale a Buenos Aires. Al momento della sua costruzione, nel 1949, era il gasdotto più lungo del mondo.
Fondata nel 1901, Comodoro Rivadavia iniziò a prosperare nel 1907, quando le perforazioni alla ricerca dell'acqua scoprirono giacimenti di petrolio. Tra il 1944 e il 1955 è stata capitale del Governatorato Militare di Comodoro Rivadavia, che comprendeva il sud dell'attuale provincia del Chubut e il nord della Provincia di Santa Cruz.

## Geografia
Comodoro Rivadavia si affaccia sul golfo San Jorge, un'insenatura dell'Oceano Atlantico, lungo la costa est della Patagonia, ed è dominata dalla collina Chenque. 
La città è situata a 386 km a sud-ovest dal capoluogo provinciale Rawson e a 1733 km a sud-ovest della capitale nazionale Buenos Aires.

## Storia
Il primo colono a raggiungere l'area dove sorge l'odierna città fu Francisco Pietrobelli il 10 marzo 1889. Costui era in cerca di una baia le cui acque fossero abbastanza profonde da permettere l'attracco alle navi di grande tonnellaggio. All'interno del Chubut era infatti sorta la colonia di Sarmiento, che tuttavia non era ancora servita da alcun scalo marittimo. Nel marzo 1891 la corvetta La Argentina guidata dal commodoro Martín Rivadavia gettò l'ancora nella baia antistante l'odierna città durante una missione esplorativa volta a limitare l'espansione cilena nell'area. L'ufficiale era il nipote di Bernardino Rivadavia, primo presidente dell'Argentina.
La città fu fondata per mezzo di un decreto il 23 febbraio 1901 come porto per l'insediamento interno di Sarmiento ed intitolata al commodoro Rivadavia. Nel 1902 vi sbarcarono seicento famiglie boere in fuga dal Sudafrica dopo la vittoria degli inglesi. Il 13 dicembre 1907, mentre alcuni coloni erano intenti ad effettuare alcune perforazioni in cerca di pozzi d'acqua, vennero scoperti i primi giacimenti di petrolio. Questa data segnò da una parte la nascita dell'industria petrolifera argentina e dall'altra uno sviluppo economico per la cittadina. Il giorno dopo la scoperta il presidente argentino José Figueroa Alcorta firmò un decreto che assegnava allo stato l'esclusivo diritto di esplorare e perforare dei pozzi nell'area circostante la città. Venivano inoltre annullate tutte le concessioni nell'area. L'arrivo di numerosi coloni attratti dalle nuove opportunità fecero crescere notevolmente l'importanza della cittadina, che nel 1911 ottenne lo status di municipalità. L'anno precedente era stata nel frattempo aperta la ferrovia per Sarmiento.
Nel 1911 lo stato istituì la Direzione Nazionale di Sfruttamento del Petrolio a Comodoro Rivadavia, mentre nel 1922 il generale Enrique Mosconi fondò qui la compagnia petrolifera statale YPF.
Tra il 1944 ed il 1955 fu capitale della Zona Militare di Comodoro Rivadavia, un territorio che comprendeva il sud del Chubut e il nord di Santa Cruz.

## Monumenti e luoghi d'interesse
- Cattedrale di San Giovanni Bosco, è l'unica al mondo dedicata al fondatore della Società Salesiana. Fu inaugurata nel 1979.
- Chalet Huergo
- Faro San Giorgio
- Monumento ai Primi Coloni
- Monumento al Tango
- Playa Costanera è la spiaggia cittadina.

## Società

### Religione
La città è sede della diocesi di Comodoro Rivadavia, istituita l'11 febbraio 1957 e suffraganea dell'arcidiocesi di Bahía Blanca.

## Cultura

### Istruzione

#### Musei
- Museo Regionale della Patagonia "Prof. Antonio Garcés"
- Museo Ferroportuale
- Museo Nazionale del Petrolio

#### Università
- Università Nazionale della Patagonia San Giovanni Bosco

## Economia

### Industria e commercio
L'attività commerciale ed industriale della città è la più importante della regione. Le principali attività economiche della città sono: prodotti chimici, cemento, sale, industria navale, metallurgica, tessile e delle costruzioni.

### Petrolio
La produzione di idrocarburi rappresenta il 41% della produzione del Bacino del Golfo di San Jorge,
che a sua volta rappresenta il 31,5% della produzione totale dell'Argentina. Attualmente, 7 compagnie petrolifere hanno sede in questa regione, senza considerare le compagnie che offrono servizi ed attività commerciali legate al petrolio. La produzione da gennaio 2002 ad agosto 2003 nella città e nella regione circostante è stata di 10.180.504,5 m³ di petrolio (con una media mensile di 509.025,2 m³) e di 2.237.913,2 m³ di gas (media mensile di 111.895,6 m³).

### Energia eolica
La quantità di petrolio ha iniziato a diminuire ma l'area ora rivolge la propria attenzione anche all'energia eolica. I mulini a vento sul Cerro Chenque e sulle colline circostanti costituiscono il più grande impianto eolico del Sudamerica e fornisce il 20% del fabbisogno energetico di Comodoro.
L'impianto eolico di Comodoro Rivadavia ha una capacità di 18.820 kW, e dispone di 26 generatori.

## Infrastrutture e trasporti

### Strade
Comodoro Rivadavia è attraversata dalla strada nazionale 3, che unisce Buenos Aires alla Patagonia. A sud della città la 3 s'interseca con la strada nazionale 26, arteria di comunicazione che serve il sud del Chubut.

### Aeroporti
Dall'aeroporto di Comodoro Rivadavia (codice CRD), distante 17 km dal centro della città, partono voli giornalieri per Buenos Aires ed altre città della Patagonia e della Terra del Fuoco.